# اگاتاگودانهالی
اگاتاگودانهالی (به انگلیسی: Agathagowdanahalli) یک روستا در هند است که در کارناتاکا واقع شده‌است.